# Braunau am Inn
Braunau am Inn ist die älteste und mit 17.604 Einwohnern (Stand 1. Jänner 2025) bevölkerungsreichste Stadtgemeinde im Innviertel in Oberösterreich. Die Grenzstadt am Inn bildet mit der gegenüberliegenden deutschen Stadt Simbach am Inn in Bayern ein grenzübergreifendes Mittelzentrum. Braunau ist Sitz der Bezirkshauptmannschaft des Bezirks Braunau am Inn. Weltweit bekannt ist Braunau als Geburtsort Adolf Hitlers. Der Ort ist nicht zu verwechseln mit dem einstigen böhmischen Braunau (heute Broumov, in Tschechien).

## Geografie

### Geografische Lage
Braunau am Inn liegt im Innviertel auf 352 m Höhe, etwa 15 km östlich des Zusammenflusses von Inn und Salzach.
Die geografische Ausdehnung beträgt 7,8 km von Nord nach Süd sowie 9,1 km von West nach Ost. Das Stadtgebiet umfasst 24,7 km² Fläche, von denen 16,2 % bewaldet sind und 53,0 % landwirtschaftlich genutzt werden.
Braunau am Inn liegt rund 60 km nördlich von Salzburg und auf etwa halber Strecke je rund 110–120 km östlich von München und westlich von Linz entfernt.

### Stadtgliederung
Das Stadtgebiet umfasst folgende 22 Stadtteile (in Klammern Einwohnerzahl Stand 1. Jänner 2025):
- Aching (16)
- Au (9)
- Blankenbach (93)
- Braunau am Inn (4266)
- Braunau Neustadt (2070)
- Gasteig (28)
- Haiden (90)
- Haselbach (3016)
- Himmellindach (176)
- Höft (10)
- Laab (3173)
- Lach (90)
- Lindach (16)
- Maierhof (143)
- Neue Heimat (1010)
- Oberrothenbuch (20)
- Osternberg (486)
- Ranshofen (2340)
- Roith (24)
- Scheuhub (402)
- Tal (91)
- Unterrothenbuch (35)

Die Gemeinde besteht aus den Katastralgemeinden Braunau am Inn, Osternberg und Ranshofen. Der zuständige Gerichtsbezirk ist der Gerichtsbezirk Braunau am Inn.

### Nachbargemeinden
| Kirchdorf am Inn (Deutschland) | Simbach am Inn (Deutschland)                | St. Peter am Hart |
| Überackern                     | Kompassrose, die auf Nachbargemeinden zeigt | Burgkirchen       |
|                                | Neukirchen an der Enknach                   |                   |

## Geschichte
In römischer Zeit gehörte das Gebiet um Braunau südlich des Inn zur Provinz Noricum. An der Filialkirche Haselbach hat sich mit dem „Haselbacher Römerstein“ ein Weihealtar für die Siegesgöttin Victoria Augusta erhalten.

### Vom 8. Jahrhundert bis 1914

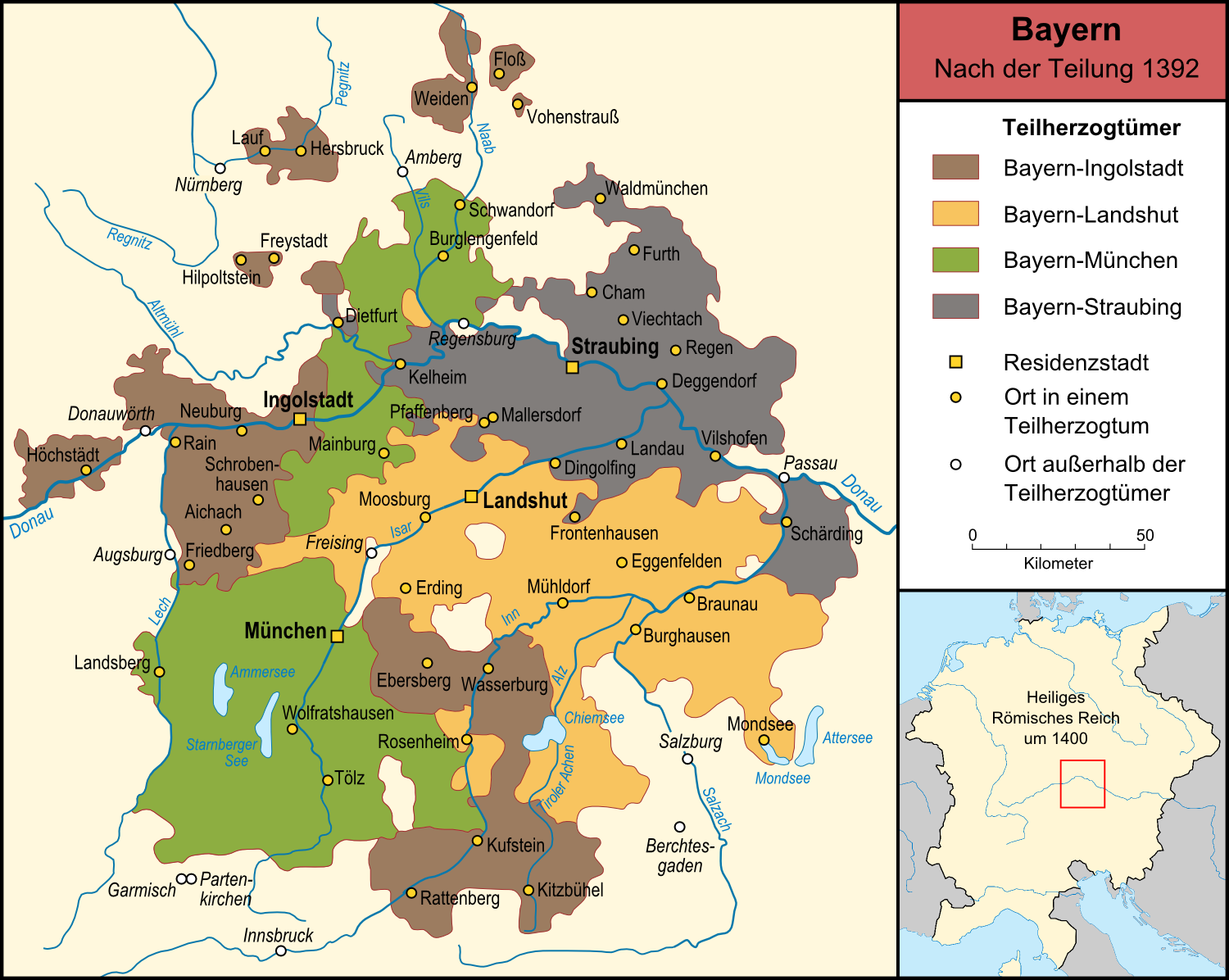
Die vier bayerischen Teilherzogtümer nach der Landesteilung von 1392

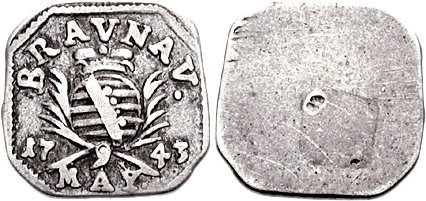
Braunauer Notklippe zu 6 Kreuzer mit der Jahreszahl 1743. (Silber; 1,12 g)

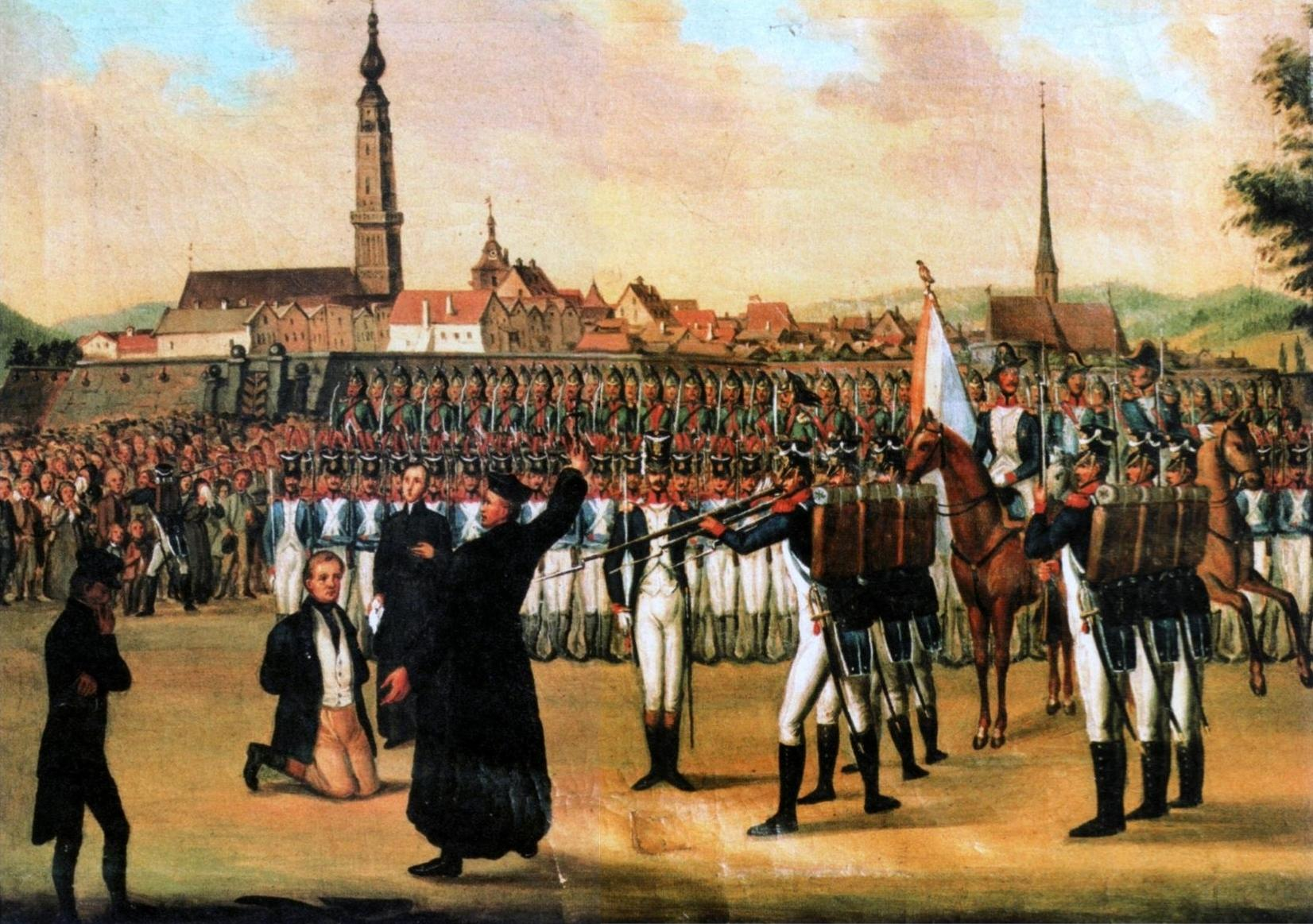
Hinrichtung Palms 1806

788 erfolgte die erste urkundliche Erwähnung von Rantersdorf (Ranshofen), und 1120 wurde Braunau zum ersten Mal urkundlich unter der Schreibung Prounaw erwähnt. Jahrhundertelang gehörte Braunau, wie das ganze Innviertel, zu Bayern. 1260 erhielt Braunau das Stadtrecht. Beim großen Stadtbrand 1380 wurde die hölzerne Stadt der Gründungszeit samt Innbrücke völlig zerstört. Mitte des 15. Jahrhunderts wurde die Stadtpfarrkirche Sankt Stephan erbaut, und 1492 erfolgte die Grundsteinlegung für den 87 Meter hohen Turm der Stephanskirche. 1504 wurde die Stadt im Landshuter Erbfolgekrieg von den Pfälzern beschossen und kurzzeitig besetzt.
Während des bayerischen Bauern- und Volksaufstandes 1705/1706 (Sendlinger Mordweihnacht) wurde Braunau von österreichischen Truppen der Reichsarmee unter dem Oberbefehl des habsburgischen Kaisers Joseph I. kurzzeitig belagert. Die Truppen mussten sich aber den Aufständischen am 16. Dezember 1705 ergeben. Braunau und Burghausen wurden damit zu den militärischen und politischen Zentren der Aufstandsbewegung. In der Stadt tagte das erste demokratische Gebilde, der Landesdefensionskongress (Braunauer Parlament). Im Zuge des Österreichischen Erbfolgekrieges wurde Braunau 1743 erneut von der Reichsarmee belagert. Auf den Braunauer Notklippen ist das Datum 9. Mai 1743 aufgeprägt, der Beginn der Belagerung.
Braunau kam nach dem Frieden von Teschen 1779 zusammen mit den östlich des Inn gelegenen Gebieten des kurfürstlichen Rentamtes Burghausen, die bis dahin „Innbaiern“ geheißen hatten, als „Innviertel“ an die Habsburger. Der Untere Inn, der bis dahin in erster Linie ein Handelsweg innerhalb Bayerns gewesen war, wurde damit auch in Braunau zum Grenzfluss zwischen dem Kurfürstentum Bayern und Österreich ob der Enns.
Während der Koalitionskriege wurde Braunau zunächst französisch. Der Nürnberger Buchhändler Johann Philipp Palm wurde 1806 in Braunau auf Befehl Napoleons wegen Hochverrats hingerichtet. Ab 1810 gehörte das Innviertel kurzzeitig wieder zum Königreich Bayern, ehe es 1816 (Vertrag von München) endgültig zu Oberösterreich kam.
Am 28. März 1874 zerstörte ein Brand, der in einem Brauhaus am Stadtplatz ausgebrochen war, mehr als 70 Häuser.

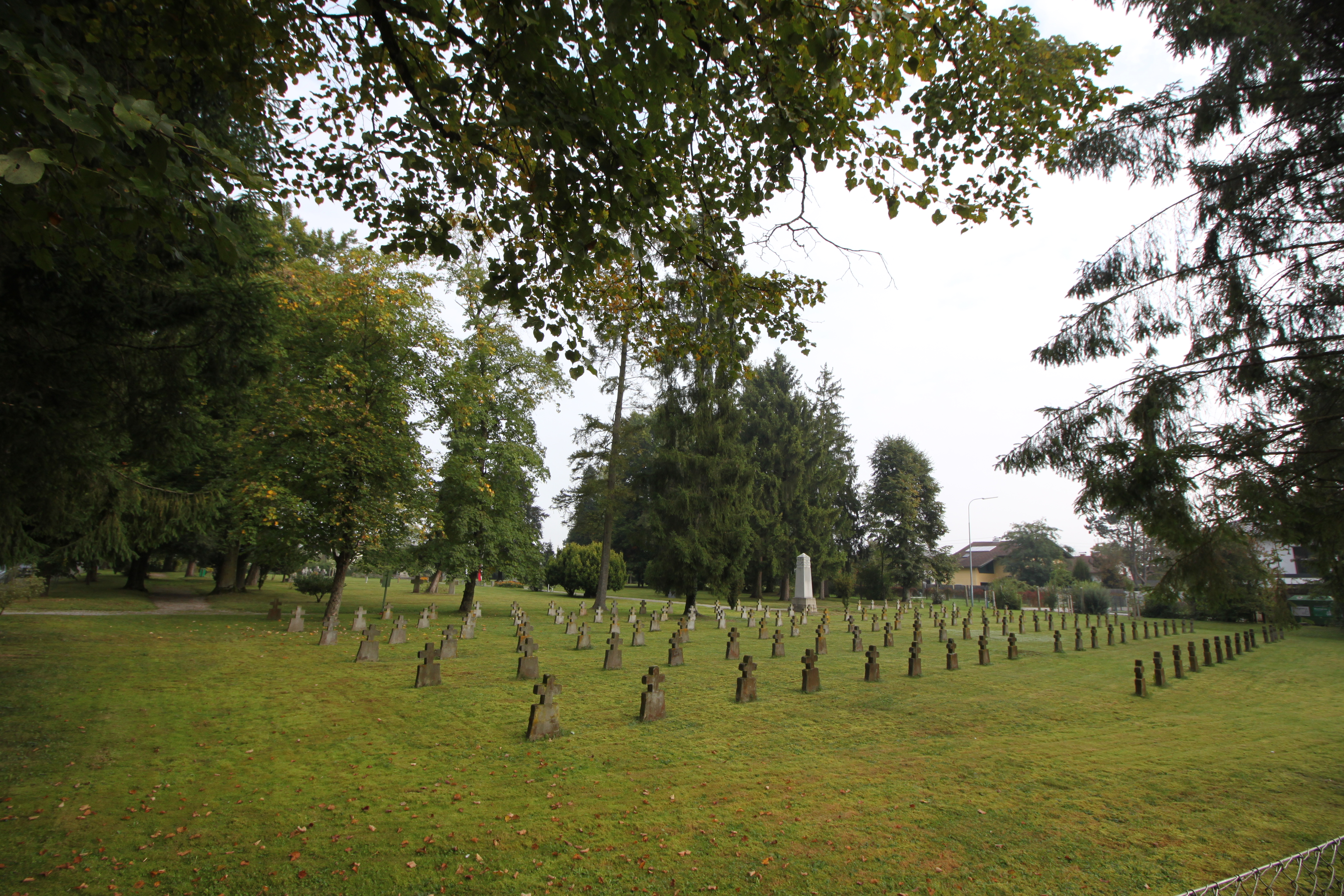
Soldatenfriedhof Braunau-Haselbach des ehemaligen k.u.k. Kriegsgefangenenlagers Braunau

### 1914 bis 1938
In Braunau befand sich 1914 die Garnison des k. u. k. Galizische Feldjäger-Bataillons Nr. 4. Im Ersten Weltkrieg befand sich mit dem k.u.k. Kriegsgefangenenlager Braunau ein Kriegsgefangenenlager der k.u.k. Armee nahe der Stadt, das bei Kriegsbeginn entlang der Mattig errichtet wurde. Bei den Offensiven in Serbien und Galizien hatte die k.u.k. Armee hunderttausende Kriegsgefangene gemacht, für die zahlreiche Lager gebaut wurden. Die oberösterreichischen Standorte dieser Lager waren Aschach, Braunau, Freistadt, Kleinmünchen, Marchtrenk und Mauthausen, daneben existierte noch das Internierungslager Linz-Katzenau. Im k.u.k. Kriegsgefangenenlager Braunau waren in 120 Baracken bis zu 15.000 Kriegsgefangene untergebracht. Für die Todesopfer wurde in Haselbach ein Lagerfriedhof errichtet, der als Soldatenfriedhof Braunau-Haselbach heute durch das Österreichische Schwarze Kreuz betreut und gepflegt wird.
Die k. u. k. Marine-Akademie wurde 1915 darauf von Pula in die Salzburgertor-Kaserne (heute Bucheder) verlegt. Im Ortsteil Laab wurde das Flüchtlingslager Braunau errichtet, in dem Flüchtlinge aus dem Trentino (damals: Welschtirol) untergebracht wurden.

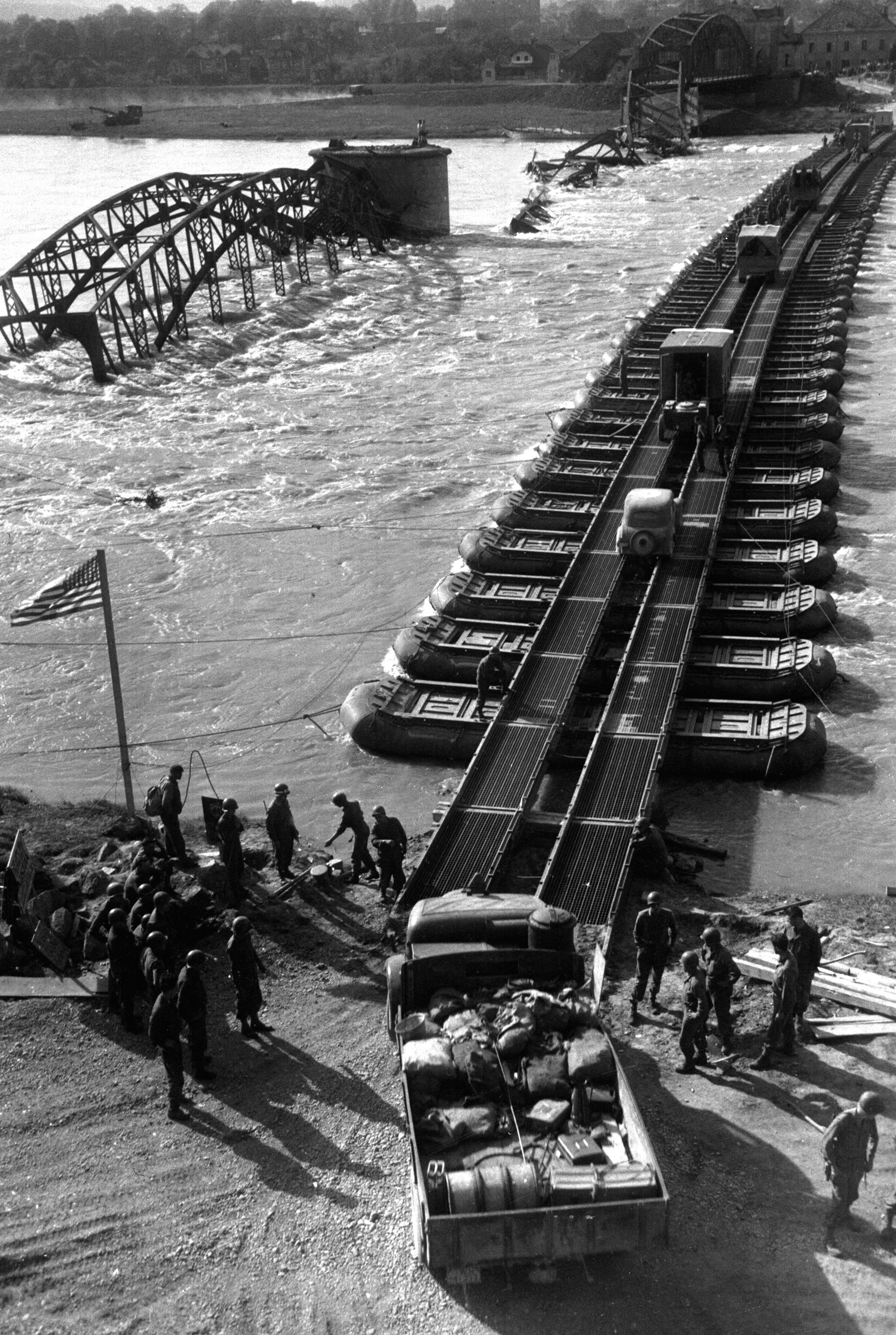
Pontonbrücke der US Army von Braunau nach Simbach über den Inn am 5. Mai 1945

### Seit 1938
Nach dem im März 1938 erfolgten Anschluss Österreichs an das nationalsozialistische Deutsche Reich wurde die bisher selbstständige Gemeinde Ranshofen am 15. Oktober 1938 in der Stadtgemeinde Braunau am Inn eingemeindet.
Am 1. Mai 1945 um 12 Uhr wurde die Straßenbrücke über den Inn gesprengt und etwas später die Eisenbahnbrücke Simbach–Braunau. Am Nachmittag des 2. Mai marschierten Truppen der 13. US-Panzerdivision über eine Pontonbrücke nach Braunau und besetzten das Stadtgebiet kampflos.
Nach dem Ende des Zweiten Weltkriegs gehörte Braunau zur amerikanischen Besatzungszone im besetzten Nachkriegsösterreich. Die US-Militärverwaltung richtete ein DP-Lager ein.

### Braunau als Geburtsstadt Hitlers

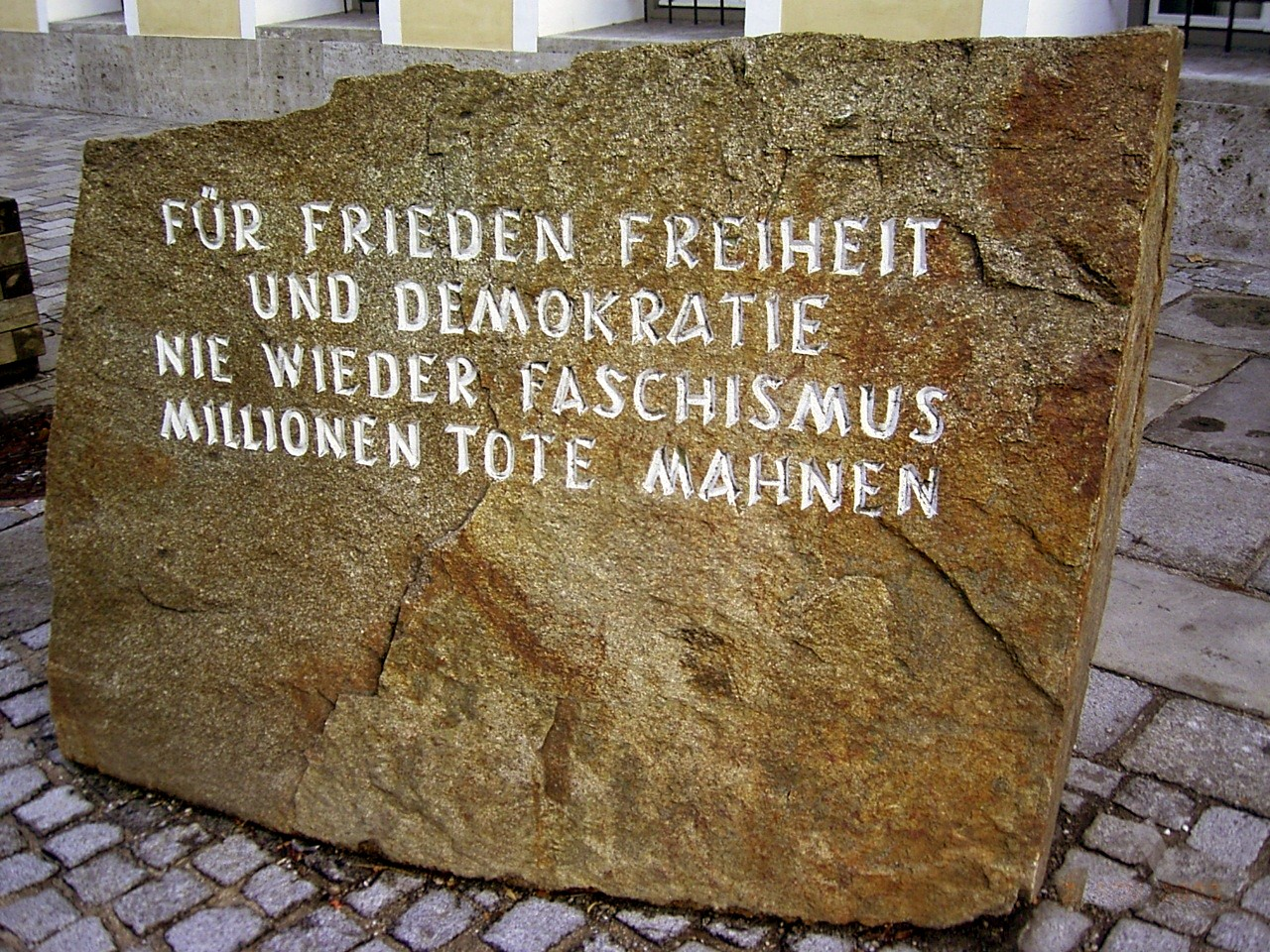
Mahnstein vor dem Geburtshaus Adolf Hitlers

Adolf Hitler (1933 bis 1945 Diktator des Deutschen Reichs) wurde am 20. April 1889 in Braunau geboren. Bei der Geburt war die Stadt-Hebamme Franziska Pointecker zugegen.
Familie Hitler zog 1892 nach Passau. Am 2. Mai 1945 besetzten US-Soldaten Braunau kampflos. Gauleiter Eigruber befahl einem kleinen Wehrmacht-Kommando, Hitlers Geburtshaus zu sprengen. Ein US-Straßenposten beschoss das Fahrzeug des Kommandos, das wendete und flüchtete.
Eine öffentliche Beschäftigung mit der NS-Vergangenheit Braunaus begann Ende der 1980er Jahre. Im April 1989 – zwei Wochen vor dem 100. Geburtstag Hitlers – wurde auf Initiative von Bürgermeister Gerhard Skiba auf öffentlichem Grund vor dem Geburtshaus ein Mahnstein gegen Krieg und Faschismus aufgestellt. Der Stein stammt aus dem Steinbruch des ehemaligen Konzentrationslagers Mauthausen. Es gab bzw. gibt mehrere Projekte, die sich mit der NS-Vergangenheit auseinandersetzen sowie der Mahnung und dem Gedenken dienen. 1992 begingen Andreas Maislinger und Erich Marschall die Braunauer Zeitgeschichte-Tage, ab 1993 veranstaltet vom Verein für Zeitgeschichte. Sie befassten sich mit Themen der Zeitgeschichte und der Regionalgeschichte. Die vom Chefredakteur der Braunauer Rundschau Reinhold Klika im Februar 2000 gestartete Initiative Braunau setzt ein Zeichen forderte den Ankauf des Hitler-Geburtshauses und die Einrichtung einer Internationalen Begegnungsstätte. Im Jahr 2006 wurde der Park des Krankenhauses auf den Namen des von den Nationalsozialisten hingerichteten Kriegsdienstverweigerers Franz Jägerstätter umbenannt, und Gunter Demnig verlegte in Braunau – im Rahmen seines europaweiten Gedenkprojektes Stolpersteine – mehrere solcher Gedenksteine für NS-Opfer, die ehemals dort gelebt hatten (siehe Liste der Stolpersteine).
Der deutsche Reichspräsident Paul von Hindenburg glaubte irrtümlich, dass Adolf Hitler aus dem böhmischen Braunau (Broumov) stamme, und sprach von jenem abwertend oft als dem „böhmischen Gefreiten“. Hindenburg hatte besagten Ort während des Deutschen Krieges 1866 kennengelernt. Im gleichen Sinne lag Carl von Ossietzky mit Hitlers Herkunftsvermutung falsch, als er im Juni 1930 in der Zeitschrift Die Weltbühne fragte: „Warum hat eigentlich noch keine deutsche Regierung daran gedacht, Herrn Adolf Hitler aus Braunau (Tschechoslowakei) endlich des Landes zu verweisen?“
2007 verlieh die Stadtgemeinde gemeinsam mit dem Verein für Zeitgeschichte erstmals den Egon Ranshofen-Wertheimer Preis. Er ist benannt nach Egon Ranshofen-Wertheimer, einem aus Ranshofen bei Braunau stammenden Diplomaten, Staatsrechtler, Emigranten und Berater der US-Regierung während des Zweiten Weltkriegs. Mit dem Preis werden Auslandsösterreicher ausgezeichnet, die sich in besonderem Maße für ihre Heimat Österreich engagieren bzw. engagiert haben.
Am 7. Juli 2011 entzog der Braunauer Gemeinderat Hitler postum die in den 1930er Jahren durch die damals noch selbstständige Gemeinde Ranshofen verliehene Ehrenbürgerwürde sowie das Heimatrecht.
Das Geburtshaus Adolf Hitlers wurde Anfang der 1950er Jahre im Rahmen eines Rückstellungsvergleichs von der Republik Österreich den ehemaligen Eigentümern zurückgegeben, denen das Haus während des Anschlusses Österreichs abgekauft worden war. 2012 wollte ein russischer Duma-Abgeordneter das Haus kaufen und abreißen lassen. Nach erfolglosen Verhandlungen erwog das Innenministerium 2016 eine Enteignung der Eigentümerin, um Kontrolle über die Nutzung des Gebäudes zu erhalten. In einem Interview im Oktober 2016 erklärte der österreichische Innenminister Wolfgang Sobotka, das Haus solle anschließend abgerissen und ein Neubau errichtet werden. Sobotka bezog sich dabei auf eine angebliche Empfehlung einer Historikerkommission. Dazu äußerte sich der in dieser Kommission sitzende Bürgermeister von Braunau, Hannes Waidbacher, dass in der Empfehlung der Kommission „nichts von einem Abriss“ stünde, sondern ausschließlich eine „tiefgreifende architektonische Umgestaltung“ empfohlen würde, welche den „Wiedererkennungswert und die Symbolkraft des Gebäudes dauerhaft unterbinden“ solle. Auch die Leiterin des Oberösterreichischen Landesarchivs, Cornelia Sulzbacher, zeigte sich überrascht von den Aussagen des Ministers und meinte ebenfalls, es gebe nur die Empfehlung, das Aussehen so zu verändern, dass das Haus nicht mehr als Symbol verwendet werden könne.
Seit Oktober 2023 wird das Haus umgebaut.

## Bevölkerung

### Demografie
Der Ausländeranteil beträgt 19,7 % (laut Statistik Austria). 24,6 % der Bevölkerung sind nicht in Österreich geboren (Angabe Statistik Austria 2015).

## Klima
Das Braunauer Klima bildet ein Übergangsklima mit ozeanischen Einflüssen aus dem Westen und kontinentalen Einflüssen aus dem Osten. Dies macht sich im Jahresvergleich durch meist stark schwankende Messergebnisse bemerkbar. Insgesamt hat Braunau meist nur geringere Niederschlagsmengen und längere Trockenperioden zu verzeichnen. Die Winter sind eher mild. Die mittlere Lufttemperatur beträgt im 30-jährigen Mittel durchschnittlich 8,2 Grad Celsius.
|                        | Jan  | Feb  | Mär  | Apr  | Mai   | Jun   | Jul   | Aug   | Sep  | Okt  | Nov  | Dez  |   |       |
| Mittl. Temperatur (°C) | −1,8 | 0,0  | 3,9  | 8,0  | 13,3  | 16,1  | 17,9  | 17,4  | 13,3 | 8,3  | 2,6  | −0,1 | ⌀ | 8,3   |
| Mittl. Tagesmax. (°C)  | 1,4  | 4,1  | 9,2  | 13,7 | 19,3  | 21,8  | 23,8  | 23,5  | 19,3 | 13,4 | 6,1  | 3,0  | ⌀ | 13,3  |
| Mittl. Tagesmin. (°C)  | −4,4 | −3,2 | −0,3 | 3,0  | 7,6   | 10,6  | 12,5  | 12,3  | 9,0  | 4,7  | 0,0  | −2,6 | ⌀ | 4,1   |
|                        |      |      |      |      |       |       |       |       |      |      |      |      |   |       |
| Niederschlag (mm)      | 54,4 | 49,8 | 63,4 | 60,2 | 100,4 | 116,6 | 114,5 | 113,4 | 75,0 | 59,0 | 64,2 | 63,1 | Σ | 934   |
|                        |      |      |      |      |       |       |       |       |      |      |      |      |   |       |
| Regentage (d)          | 10,2 | 9,4  | 10,6 | 10,3 | 11,8  | 13,2  | 12,5  | 11,5  | 9,6  | 8,2  | 10,9 | 10,7 | Σ | 128,9 |

| −4,4 |

| −3,2 |

| −0,3 |

| 3,0 |

| 7,6 |

| 10,6 |

| 12,5 |

| 12,3 |

| 9,0 |

| 4,7 |

| 0,0 |

| −2,6 |

| −4,4 |

| −3,2 |

| −0,3 |

| 3,0 |

| 7,6 |

| 10,6 |

| 12,5 |

| 12,3 |

| 9,0 |

| 4,7 |

| 0,0 |

| −2,6 |

## Kultur und Sehenswürdigkeiten

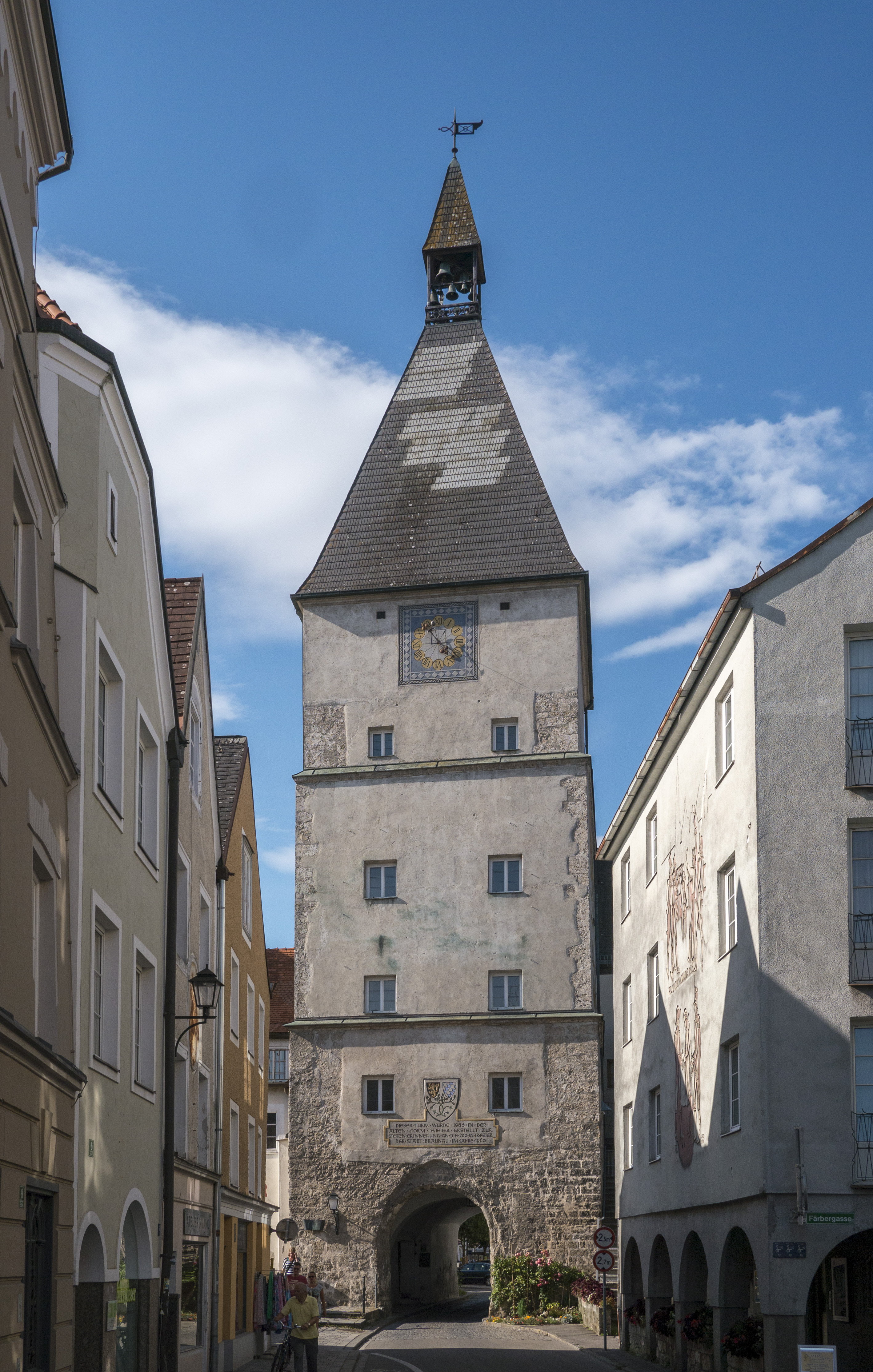
Salzburger Tor

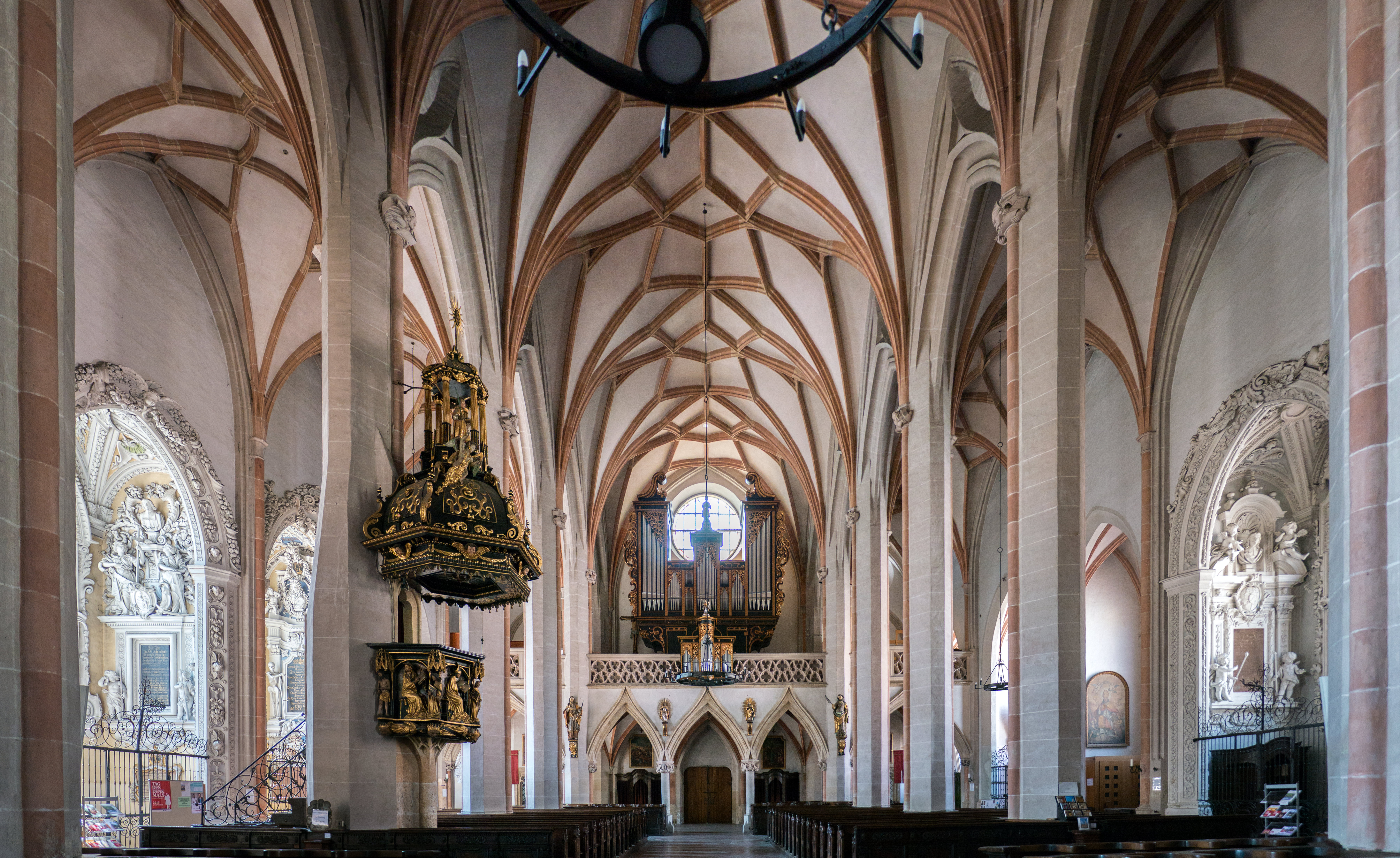
Inneres der Stadtpfarrkirche St. Stephan

Braunau am Inn ist Mitglied im Verband Kleine historische Städte und war gemeinsam mit Mattighofen und Burghausen (Bayern) von 27. April bis 4. November 2012 Schauplatz der Oberösterreichisch-Bayerischen Landesausstellung „Verbündet, verfeindet, verschwägert“.
- Stadtbefestigung Braunau am Inn
- Katholische Stadtpfarrkirche St. Stephan mit Grabstein des Hans Staininger
- Katholische Pfarrkirche Braunau-Ranshofen und Stift Ranshofen (Schauplatz Landesausstellung 2012)
- Katholische Pfarrkirche Braunau-Höft mit Filialkirche Braunau-Haselbach
- Pfarrkirche Braunau-St. Franziskus
- Evangelische Pfarrkirche Braunau am Inn (Dankbarkeitskirche)
- ehem. Martinskirche (heute: Sitz des Bauhoftheaters)
- Bürgerspitalkirche und ehemalige Spitalanlage
- Soldatenfriedhof Braunau-Haselbach
- Glockengießerei-Heimathaus Braunau
- Kulturhaus Gugg
- Adolf-Hitler-Geburtshaus mit Mahnstein
- Badhäuser mit Vorderbad, Mitterbad und Hinterbad
- Historischer Stadtkern
- Stadtplatz
- Rathaus
- Fischerbrunnen
- Stadtbücherei
- Herzogsburg (Bezirksmuseum)
- Stadttorturm
- Malerwinkel mit Wasserturm
- Weikel- oder Vequelhaus
- Palms Kerker
- Walcher- und Färbergraben
- Sgraffitohaus
- Eisernes Ross
- Wassertor
- Festungsmauern
- Stadttheater
- Kriechbaumstiege
- Stolpersteine im Bezirk Braunau am Inn

### Parks und Grünflächen
- Palmpark, benannt nach dem Nürnberger Buchhändler Johann Philipp Palm, mit Palm-Denkmal
- Franz-Jägerstätter-Park, benannt nach dem in Oberösterreich geborenen Franz Jägerstätter
- Tonkrespark
- Schlosspark des Stiftes Ranshofen

### Vereine
Die Stadt Braunau am Inn hat durch ihre lange Geschichte eine beachtliche Anzahl von Vereinen oder Zweigstellen von Vereinen. 2011 waren 233 Vereine in Braunau ansässig.

### Trivia
Der Geschützturm B des Schweren Kreuzers Prinz Eugen, der in der deutschen Kriegsmarine dazu ausersehen war, die Tradition der ehemaligen österreichisch-ungarischen Kriegsmarine fortzuführen und zu pflegen, war nach der Stadt Braunau am Inn benannt. Die übrigen Türme waren Graz, Innsbruck und Wien gewidmet.
Seit 2000 verbringen Flamingos an einem Kraftwerkstausee in Braunau die Wintermonate.

## Infrastruktur

### Straßenverkehr
Braunau ist über mehrere Bundesstraßen erreichbar:
von österreichischer Seite
- Über die B 156 (Braunau – Salzburg)
- Über die B 147 (Braunau – Straßwalchen)
- Über die B 148 (Braunau – Ort im Innkreis)

von bayrischer Seite
- Über die Staatsstraße 2112 (alte Innbrücke)
- Über die Bundesstraße 12 (neue Innbrücke)

### Bahn
Braunau ist durch die Eisenbahn in drei Richtungen erschlossen.
- über die Mattigtalbahn nach Steindorf bei Straßwalchen sowie darüber hinaus über die Westbahn nach Salzburg.
- über die Innkreisbahn nach Neumarkt-Kallham sowie darüber hinaus nach Wels und Linz.
- über die Eisenbahnbrücke Simbach–Braunau nach Simbach am Inn, weiter über die Bahnstrecke München–Simbach nach Mühldorf und München.

Die Braunauer Eisenbahnbrücke in München ist eine nach dem Ort benannte Eisenbahnbrücke über die Isar.

### Fernbus
Von Flixbus werden Direktverbindungen nach Wien und München angeboten.

### Citybus
Der städtische öffentliche Nahverkehr wird mit vier Buslinien (CityBus) bedient:
- Linie 1: Bahnhof – CityCenter
- Linie 2: Neustadt – Innpark
- Linie 3: Ranshofen
- Linie 4: Laab

### Flughafen
Der nächstgelegene Verkehrsflughafen ist der etwa 62 km entfernte Flughafen Salzburg. Die Flughäfen München und Linz sind mit dem PKW oder der Bahn erreichbar.

### Wanderwege
Durch Braunau verläuft mit der Inn-Salzach-Ufervariante 10A des Rupertiwegs ein österreichischer Weitwanderweg.

## Überblick Wirtschaft
In der Wirtschaft dominieren Industrie und Gewerbe, wo rund 58 % der Beschäftigten tätig sind.
2001 fand in der Stadt Braunau am Inn und in der benachbarten bayerischen Stadt Simbach am Inn eine grenzüberschreitende Ortsbildmesse statt. Es haben neben österreichischen Gemeinden auch solche aus dem Bundesland Salzburg und aus Bayern teilgenommen.
In Braunau befinden sich mit dem CityCenter und dem Innpark Braunau zwei Fachmarktzentren mit je ca. 10.000 m² Fläche. Ferner gibt es Niederlassungen mehrerer Discounter, Supermärkte, Möbelhäuser und Baumärkte sowie in der Innenstadt eine Reihe von Mode- und Sportgeschäften.

### Ansässige Unternehmen
- Geothermisches Heizkraftwerk (in Kooperation mit Simbach am Inn)
- Borbet Austria (vormals Austria Aluguss)
- Austria Metall AG (AMAG)
- Hammerer Aluminium Industries GmbH (HAI)
- Techno-Z Innviertel (Hauptsitz)
- doppler, E. doppler & Co. GmbH
- Dräxlmaier (vormals EKB)
- Optimo Schlafsysteme GmbH
- AUDIO MOBIL Elektronik GmbH
- Berner Gesellschaft m.b.H.

### Öffentliche Einrichtungen
In Braunau befindet sich das Krankenhaus St. Josef der Franziskanerinnen von Vöcklabruck. Das Spital verfügt über 15 Abteilungen und Institute, darunter die Klinik für psychische Gesundheit, über 393 systemisierte Betten und 1.214 Mitarbeiter. Im Jahr 2010 betrug die Zahl der stationären Patienten 26.667 Personen.
Dem Krankenhaus ist eine Schule für Gesundheits- und Krankenpflege, das TAU-Kolleg, angeschlossen.
- Stadtgemeindeamt
- Bezirkshauptmannschaft
- Bezirksgericht
- Finanzamt für Braunau, Ried und Schärding (FA41)
- Vermessungsamt
- Stadtpolizei
- Polizeiinspektion
- Arbeitsmarktservice
- Arbeiterkammer, Bezirksbauernkammer, Kammer der gewerblichen Wirtschaft
- BFI Berufsförderungsinstitut
- OÖ Gebietskrankenkasse Braunau

### Bildung
Braunau am Inn hat mehrere Volksschulen und Neue Mittelschulen sowie Höhere Schulen und eine Berufsschule.
- Bundesgymnasium und Bundesrealgymnasium Braunau am Inn
- BHAK Braunau
- HTL Braunau
- HLW Braunau

## Politik
Bürgermeister ist Johannes Waidbacher (ÖVP), der sich bei der Stichwahl am 13. Februar 2011 gegen seinen Herausforderer Günter Pointer (SPÖ) durchsetzte. Waidbacher löste Gerhard Skiba (SPÖ) ab, der am 24. September 2010 aus gesundheitlichen Gründen zurückgetreten war. Seit 1955 hatte die SPÖ den Bürgermeister gestellt.
Seit der Gemeinderatswahl 2015 hat die SPÖ 9, die FPÖ 9, Grüne 4 und die ÖVP 15 Mandate im Gemeinderat.
Bürgermeister
- 1705: Franz Dürnhardt
- 1809: Georg Liegel
- 1919–1923 Cornelius Flir (SDAP)
- 1945–1949: Ferdinand Fageth (SPÖ)
- 1949–1955 Josef Schmid (ÖVP)
- 1955–1958 Rudolf Stöger (SPÖ)
- 1958–1967 Josef Fridl (SPÖ)
- 1967–1989 Hermann Fuchs (SPÖ)
- 1989–2010: Gerhard Skiba (SPÖ)
- seit 2011: Johannes Waidbacher (ÖVP)
- Siehe auch: Liste der Bürgermeister von Braunau am Inn

### Wappen und Stadtsiegel
Das Stadtwappen verweist auf den Gründer der Stadt und den Zeitpunkt der Stadtgründung. Diese Tatsache hat die Stadtgemeinde Braunau dazu bewogen, das alte, ursprüngliche Wappen der Stadt weiterhin zu führen.
Der Löwe im linken (heraldisch rechten) oberen Teil des Wappens steht für die Pfalzgrafschaft bei Rhein, die im Jahre 1214 an das Haus Wittelsbach kam. Die verschlungenen zwei Schwänze des Löwen deuten die Verbindung Bayern und der Pfalz an (Herzog von Baiern und Pfalzgraf bey Rhein). Die weißblauen Rauten sind das Wappenzeichen der Grafen von Bogen. Nach Aussterben dieses Geschlechtes fiel die Grafschaft an Herzog Otto II. den Erlauchten. Da die Siegel Otto II. das Rautensymbol noch nicht aufweisen, ist mit gewisser Sicherheit anzunehmen, dass die Stadt Braunau vom Sohn Otto II., Herzog Heinrich XIII. von Niederbayern, gegründet wurde. Der Zeitpunkt der Stadtgründung wird nach 1259 angesetzt.
Der älteste erhaltene Abdruck des Siegels der Stadt Braunau stammt aus dem Jahr 1331.

Wappen
Banner

### Städtepartnerschaften
- El Castillo,  Nicaragua
- Lavarone,  Italien
- Simbach am Inn,  Deutschland

## Personen

### Ehrenbürgerschaft aberkannt
- Adolf Hitler (1889–1945), Ehrenbürgerschaft aberkannt am 7. Juli 2011[36]
- Eduard Kriechbaum (1887–1958), Braunauer Heimatforscher und Hausarzt, Ehrenbürgerschaft aberkannt am 19. März 2025[37]
- Josef Reiter (1862–1939), Komponist, Ehrenbürgerschaft aberkannt am 19. März 2025[37]

### In Braunau geboren
- Friedrich Mauerkircher (unbekannt–1485), bayerischer Kanzler und Bischof von Passau
- Joachim Meichel (um 1590–1637), Lyriker und Übersetzer
- Innozenz Metz, gebürtig Franz Metz (um 1640–1724), Benediktinerpater und Maler
- Johann Kaspar Sing (1651–1729), kurfürstlich bayerischer Hofmaler
- Felizian Hegenauer (1692–unbekannt), Bildhauer, bedeutende Schnitzwerke in Kirchen Oberschwabens, vor allem in Pfullendorf
- Virgil Fleischmann (1783–1863), Benediktiner, Kirchenmusiker und Komponist
- Karl Mauracher (1847–1912), Bruder Albert Maurachers, Stiftspropst von Seekirchen
- Eligius Scheibl (1851–1936), von 1898 bis 1900 Bürgermeister der Stadt Salzburg
- Albert Mauracher (1858–1917), Orgelbauer
- Josef Reiter (1862–1939), Komponist
- Gisela Staudigl (1864–1929), Opernsängerin
- Friedrich Kollarz (1876–1934), Offizier und Politiker
- Rudolf Gscheidlinger (1876–1948), Goldschmied und Politiker
- Karl Haas (1878–1949), Generalmajor und SA-Führer
- Franz Jetzinger (1882–1965), Jesuitenpriester, Theologieprofessor in Linz, Redakteur, sozialdemokratischer Politiker (1919–1934 Landtagsabgeordneter; 1932–1934 Mitglied der Landesregierung), Autor des Werkes Hitlers Jugend (1958)
- Edmund Glaise von Horstenau (1882–1946), Militärhistoriker, Vizekanzler im Kabinett Seyß-Inquart
- Angela Hammitzsch (1883–1949), Halbschwester Adolf Hitlers, zweite Ehefrau von Martin Hammitzsch
- Maurus Riha (1889–1971), Benediktiner, Abt von Michaelbeuern, Abtpräses der österreichischen Benediktiner, Teilnehmer am Zweiten Vatikanischen Konzil
- Wilhelm Schückel (1887–1964), Maler
- Adolf Hitler (1889–1945), Reichskanzler, nationalsozialistischer Diktator; er trug bis 2011 die Ehrenbürgerschaft von Braunau,[19][20] die ihm von Ranshofen verliehen worden und durch die Zusammenlegung der Gemeinden 1938 übergegangen war.
- Adolf Wenger (1893–1944), Zugführer, Opfer des Nationalsozialismus
- Egon Ranshofen-Wertheimer (1894–1957), Diplomat, Journalist, Rechts- und Staatswissenschafter, Emigrant und Berater der US-Regierung während des Zweiten Weltkriegs
- Walter Andre (1902–1970), Bildhauer
- Willi Schneider (1903–1971) und Rudi Schneider (1908–1957), die Brüder waren in der Zwischenkriegszeit in der Parapsychologie-Szene berühmt
- Ruthilde Boesch (1918–2012), Opernsängerin, Gesangspädagogin
- Helmut Janatsch (1918–1989), Schauspieler
- Henning Burk (* 1945) Filmregisseur, Hessischer Rundfunk
- Leopold Stiefel (* 1945), Unternehmer, Mitgründer von Media Markt
- Marianne Hagenhofer (* 1948), Abgeordnete zum Nationalrat (SPÖ)
- Heinrich Reichert (1949–2019), Schweizer Entwicklungs- und Neurobiologe, Hochschullehrer
- Heinz Denk (* 1951), Goldschmiedemeister und Schmuckkünstler
- Siegfried Denk (1951–1982), Radrennfahrer
- Karl Ellinger (* 1952), Pädagoge, Komponist und Kolumnist
- Christoph Kotanko (* 1953), Journalist, Korrespondent der Oberösterreichischen Nachrichten
- Rupert Huber (* 1953), Dirigent
- Wilfried Scharf (* 1955), Zitherspieler
- Leo Maier (* 1956), Pädagoge, Maler und Grafiker
- Ursula Piëch (* 1956), VW-Managerin
- Maria Mesner (* 1960), wissenschaftliche Leiterin des Bruno-Kreisky-Archivs in Wien
- Daniela Raschhofer (* 1960), Abgeordnete zum europäischen Parlament 1996–2004, Delegationsleiterin FPÖ
- Evelyne Polt-Heinzl (* 1960), Literaturkritikerin und Literaturwissenschaftlerin
- Susanne Riess-Passer (* 1961), Politikerin (FPÖ), 2000–2003 Vizekanzlerin
- Reinhold Klika (* 1962), Journalist und PR-Berater
- Wolfgang Wenger (* 1962), Schriftsteller
- Michael Hohla (* 1963), Lehrer, Botaniker und Naturschützer
- Albert Hainz (* 1964), Radrennfahrer, geboren in Ranshofen
- Hubert Sickinger (1965–2025), österreichischer Politikwissenschafter
- Gero Miesenböck (* 1965), Neurophysiologe
- Andreas Langl (* 1966), Radrennfahrer
- Johannes Waidbacher (* 1966), Bürgermeister von Braunau am Inn
- Hubert Wolf (* 1967), Schauspieler
- Anja Hagenauer (* 1969), Salzburger Landtagsabgeordnete 2009–2013
- Miriam Schwack (* 1969), Malerin und Grafikerin
- David Schießl (* 1972), Politiker (FPÖ)
- Stefan Schlögl (* 1973), Journalist, Autor, Verleger
- Gerald Kronberger (* 1975), Jurist und Bezirkshauptmann von Braunau am Inn
- Hanna Kirmann (* 1976), Malerin, Objekt- und Videokünstlerin
- Nicole Kuntner (* 1976), Profitänzerin
- Günther Weidlinger (* 1978), Langstrecken- und Hindernisläufer
- Kerstin Reisenhofer (* 1979), Skirennläuferin
- Benjamin Eder (* 1980), Biathlet
- Lukas Perman (* 1980), Musicaldarsteller und Sänger
- Michael Trinko (* 1981), Politiker (SPÖ)
- Dominik Landertinger (* 1988), Biathlon-Massenstart-Weltmeister 2009
- Jan-Marc Riegler (* 1988), österreichischer Fußballspieler
- Markus Hammerer (* 1989), österreichischer Fußballspieler
- Robert Krotzer (* 1987), Politiker (KPÖ)
- Sinan Neumaier-Süngüoglu (* 1990), Fußballspieler
- Stefan Ebner (* 1991), Fußballschiedsrichter
- Teresa Sporrer (* 1994), Autorin
- Felix Wimmer (* 1998), Fußballtorwart
- Alexander Burgstaller (* 1999), Fußballspieler
- Ahmed Hagag (* 2000), Boxer

### Mit Bezug zur Stadt
- Hans Staininger († 1567), Stadthauptmann von Braunau am Inn
- Andreas Thanner war Sprecher der Bauernfraktion im Braunauer Parlament
- Georg Ignaz von Tattenbach kapitulierte auf Wunsch der Bürger vor dem Feind
- Franz Dürnhardt war 1705 Bürgermeister von Braunau am Inn
- Johann Hoffmann († 1706), Anführer des bayerischen Volksaufstandes, wurde 1706 in Braunau am Inn enthauptet
- Johann Philipp Palm (1766–1806), Buchhändler, hingerichtet in Braunau am Inn auf Befehl Napoleons
- Georg Liegel (1779–1862), Pomologe und Pharmazeut
- Johann Nepomuk Karl Mauracher (1818–1884), Orgelbauer. Er erwarb 1850 von Maurermeister Schreckeneder das alte Schulhaus,[38] die sog. Kantorei in der Scheibe Nr. 60,[39] heute Kirchenplatz 9, und richtete darin seine Orgelbauwerkstätte ein.
- Dr. Franz Wasserburger (1831–1908), 30 Jahre Stadt- und Krankenhausarzt in Braunau, Gemeinderat, Bezirksschulrat
- Emil Reynier (1836–1928), Porträt- und Landschaftsmaler und Zeichner
- Alois Hitler (1837–1903), Zollbeamter und Vater Adolf Hitlers
- Klara Hitler (1860–1907), Hausfrau, Mutter Adolf Hitlers
- Hans von Hammerstein-Equord (1881–1947), Schriftsteller und Politiker
- Hans Schihan (1887–1988), Architekt und Lokalpolitiker
- Aloys Wach (1892–1940), Maler und Graphiker, in Braunau gestorben
- Johannes Ludwig (1900–1989), Stadtpfarrer und Generaldechant, päpstlicher Ehrenprälat
- Anton Filzmoser (1897–1969), Heimatmaler, lebte in Ranshofen
- Franz Jägerstätter (1907–1943), Landwirt, Kriegsdienstverweigerer, Seliger in der röm.-kath. Kirche
- Franz Karl Lukas (1907–1985), Maler und Bildhauer
- Karl Plunder (1909–1978), Pädagoge und Botaniker, lebte den Großteil seines Lebens in Braunau
- Rupert Rothböck (1909–1983), Bildhauer
- Martin Stachl (1914–1997), Bühnenbildner und Maler
- Elfriede Gscheidlinger (1915–2013), Mundartautorin
- Gunda Schihan (1921–2006), Keramikerin
- Herwig Karzel (1925–2001), Theologe, Superintendent der Evangelischen Superintendentur A.B. Oberösterreich
- Leo Schöngruber (1928–2014), Architekt, Maler und Zeichner
- Rainer Reinisch (* 1933), Architekt, Maler und Schriftsteller, lebt und arbeitet in Braunau
- Erich Slatner (1935–1975), Maler, Grafiker und Kunsterzieher
- Ludwig Hofmann (* 1937), Politiker (SPÖ)
- Ingrid Olden (* 1940), Grafikerin
- Ingomar Engel (* 1946), Architekt, Zeichner, Kalligraf und Karikaturist
- Gerhard Skiba (1947–2019), Kommunalpolitiker (SPÖ), Bürgermeister von Braunau am Inn von 1989 bis 2010
- Hanneliese Kreißl-Wurth (* 1948), Schlagerkomponistin und -texterin, in Braunau aufgewachsen
- Otto Breg (1949–2010), Bobsportler und HTL-Lehrer
- Klaus Eberhartinger (* 1950), Sänger der Austropop-Gruppe EAV, in Braunau aufgewachsen
- Peter Makowetz (* 1950), Kunsterzieher, Maler, Grafiker, Bildhauer
- Andreas Maislinger (* 1955), Gründer und langjähriger Leiter der Braunauer Zeitgeschichte-Tage
- Bernhard Schneider (* 1960), Musikpädagoge, Komponist, Chorleiter und Organist
- Albert Hainz (* 1964), Radrennfahrer, geboren in Ranshofen
- Zoran Šijaković (* 1970), Musiker, Tanzpädagoge, Kunsthistoriker und Lokalpolitiker
- Tanja Mairhofer (* 1976), Moderatorin, Schauspielerin und Autorin, wohnte in ihrer Kindheit und Jugend in Braunau.
- David Stögmüller (* 1987), Bundesrat und Kommunalpolitiker[40] (Die Grünen Oberösterreich)

## Film
- Wer hat Angst vor Braunau?, österreichischer Dokumentarfilm von Günter Schwaiger (2023)